# Officer South
Officer South är en del av en befolkad plats i Australien. Den ligger i kommunen Cardinia och delstaten Victoria, omkring 49 kilometer sydost om delstatshuvudstaden Melbourne. Antalet invånare är 1 761.
Runt Officer South är det ganska tätbefolkat, med 52 invånare per kvadratkilometer.. Närmaste större samhälle är Berwick, nära Officer South.
Trakten runt Officer South består till största delen av jordbruksmark. Genomsnittlig årsnederbörd är 1 251 millimeter. Den regnigaste månaden är maj, med i genomsnitt 154 mm nederbörd, och den torraste är januari, med 51 mm nederbörd.